# Vänderotsväxter
Vänderotsväxter (Valerianaceae) är en växtfamilj med 15 släkten där samtliga arter är örter. Blommorna, som sitter samlade i kvastar, är små och har fem kronblad. Blomfärgen är vanligen vit, rosa eller blå.
Vänderotsväxterna finns framför allt i norra halvklotets tempererade områden samt i Anderna.

## Släkten
| Vetenskapligt namn | Auktor               | Svenskt namn        |
| ------------------ | -------------------- | ------------------- |
| Aligera            | Suksd., 1897         |                     |
| Aretiastrum        | Spach, 1841          |                     |
| Astrephia          | Dufr., 1811          |                     |
| Belonanthus        | Graebn., 1906        |                     |
| Centranthus        | DC., 1805            | pipörtssläktet      |
| Fedia              | Gaertn., 1790        | algersallatssläktet |
| Nardostachys       | DC., 1830            | nardusörtssläktet   |
| Patrinia           | Juss., 1807          | patriniasläktet     |
| Phuodendron        | Graebn., 1899        |                     |
| Phyllactis         | Pers., 1805          |                     |
| Plectrites         | DC., 1830            |                     |
| Pseudobetckea      | (Hoeck) Lincz., 1958 |                     |
| Stangea            | Graebn., 1906        |                     |
| Valeriana          | L., 1753             | vänderotssläktet    |
| Valerianella       | Mill., 1754          | klynnesläktet       |

Auktorkälla: IPNI 